# Robert Bodanzky

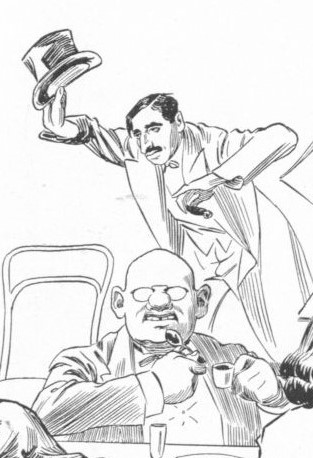
Zygmunt Skwirczyński: Robert Bodanzky (mit Hut, vorne Leo Fall), 1911

Robert Bodanzky (geboren 20. März 1879 in Wien, Österreich-Ungarn; gestorben 2. November 1923 in Berlin; auch Danton genannt, ursprünglich Isidor Bodanskie) war ein österreichischer Operetten- und Schlagerautor, Regisseur, Journalist, Schauspieler und Conférencier. Nach dem Ersten Weltkrieg war er auch politisch als Anarchist und libertärer Kommunist tätig.

## Leben
Robert Bodanzky wurde als Sohn des Kaufmanns Carl Bodanskie und von Hanna Feuchtwang in Wien geboren. Als jüdisch-assimilierte Familie waren die Bodanzkys der deutschen Kultur verbunden, litten aber besonders nach der Weltwirtschaftskrise der 1870er Jahre unter dem modernen Antisemitismus in Österreich und Wien.

### Schauspieler und Librettist
Nach Abschluss der Schule studierte er nicht, wie es der Wunsch seiner Eltern war, sondern wandte sich wie sein Bruder ganz seiner Leidenschaft zu: der Musik, dem Theater und dem Kabarett. Sein zwei Jahre älterer Bruder Artur Bodanzky wurde Violinist und Konzertdirigent und wurde als Kapellmeister der Metropolitan Opera in New York bekannt.
Nach anfänglichen Misserfolgen als schlecht bezahlter fahrender Schauspieler – u. a. am Theater an der Wien – entdeckte er seine Begabung als Regisseur und Librettist. Sowohl seine fröhlichen Gedichte als auch seine humorvoll-sozialkritischen Werke wurden vom Publikum gut aufgenommen. So schrieb Pierre Ramus: Aus Robert Bodanzky, dem Schmierenkomödianten, wurde der vielleicht beliebteste Librettist seiner Zeit, dessen lustige und leichtlebige Reimstrophen von der Jugend sorgloser Fröhlichkeit und sinnlicher Sehnsucht überall gesungen und geträllert wurden.
Seine Laufbahn als Librettist begann er 1906. Sein zusammen mit Fritz Grünbaum verfasste der Peter und Paul reisen ins Schlaraffenland sein erstes Libretto. Im selben Jahr folgten die Libretti zu dem Einakter Phryne und Mitislaw der Moderne. Die Stücke wurden im Wiener Kabarett Die Hölle aufgeführt. Leopold Jacobson und Alfred Maria Willner gehörten zu seinen wichtigsten Mitautoren. Mit ihnen entstanden über 30 Werke für die Komponisten: Leo Ascher (1880–1942), Ralph Benatzky, Heinrich Berté, Edmund Eysler, Richard Fall und Leo Fall, Jean Gilbert, Bruno Bernhard Granichstaedten, Emmerich Kálmán (Ein Herbstmanöver 1909), Walter Kollo, Franz Lehár (Der Graf von Luxemburg 1909, Zigeunerliebe 1910, Endlich Allein 1914), Robert Stolz, Oscar Straus und Carl Michael Ziehrer.
In dieser Lebensphase lernte er seine spätere Ehefrau Malva Goldschmied, eine Cousine des Komponisten Arnold Schönberg, kennen.
Zwar verhalf ihm sein Erfolg in der Silberne Operettenära zu Ruhm und Wohlstand, wurde es aber überdrüssig, so Ramus, für die Lust, Fröhlichkeit und Sorgenverscheuchung der Bourgeoisie zu schreiben. Die Gegenwart und Erfahrungen des Ersten Weltkriegs beschleunigten seine Unzufriedenheit mit seiner Arbeit und verstärkten seine antipatriotische und antimilitaristische Einstellung. Das Genre der Kriegsoperetten lehnte er ab und er kritisierte die Aufführung des Singspiels Gold gab ich für Eisen von Victor Léon und die Operette Die Csárdásfürstin von Leo Stein und Bela Jenbach (Musik von Emmerich Kálmán). 1914 verfasste er das An den Dichter des „Hassgesangs gegen England“, in dem er Ernst Lissauer und seine chauvinistische Dichtung angreift.

### Antipatriot und Antimilitarist
Durch den Ausbruch des Ersten Weltkrieges kam er in Kontakt mit der Kriegshetze und den Grausamkeiten des Krieges. Bodanzky veränderte sich radikal. Er wurde politischer und näherte sich in seinen Meinungen und Werken immer mehr dem Antimilitarismus, Pazifismus und Anarchismus an. Anders als viele andere Künstler weigerte er sich, „patriotische“ Werke zu schreiben und verarmte in der Folge.
Anfang 1917 beginnt zwischen Bodanzky und dem Schriftsteller und „Aktivisten der österreichischen anarchistischen Bewegung Rudolf Grossmann alias Pierre Ramus“ (Portmann/Wolf) eine intensive Freundschaft. Er nimmt an regelmäßigen Treffen von Kriegsgegnern bei dem unter Hausarrest stehenden Ramus teil.
Nach dem Untergang der Monarchien unterstützt er die neu entstandenen Republiken, kritisiert jedoch gleichzeitig Entwicklungen, die ihm nicht demokratisch genug sind. So kritisiert er Entwicklungen, wie den Parlamentarismus, in denen die Bevölkerung letztlich ihren „Rücken als Reitsattel“ (Bodanzky) für das Kapital und die Eliten herhalten müsse. Mit Ramus gründet er den libertären Bund herrschaftsloser Sozialisten und ruft zum Wahlboykott auf. In seiner Kritik am Staat schreibt er über das Wahlrecht: „Was heißt das: ein Wahlrecht ausüben? Das heißt auf gut Deutsch, sich des eigenen Willens begeben, einem anderen die Stimme verleihen und selbst fortan stimmlos zu sein! In der Urne ist das Grab des Volkswillens; dort modern die Einzelstimmen, die irgendein machthungriger Streber zu seinen Gunsten und für seine niedrigen Zwecke nach guter alter Bauernfängersitte drangekriegt hat.“ (Bodanzky: Es geht wieder los!)

### Judentum und Anarchie
Bodanzky verband den Anarchismus mit dem „jüdischen Urchristentum um Jesus“ und stimmte Immanuel Kant in seiner Definition der Anarchie als „Gesetz und Freiheit ohne Gewalt“ zu. Bodanzky verstand sich als „strikter Gegner von Terrorismus und Nihilismus“ und so beruhe der Anarchismus „in seinen obersten Grundsätzen auf der Lehre Christi, die ja in keiner Weise Gewalt, Rache und Willkür gelten ließ.“. Auch seine „antitotalitäre Kritik an den kommunistischen Regimes in Russland und Ungarn nach dem Ersten Weltkrieg gründete sich vor allem auf der Freiheits- und Gewaltfrage.“
Nach dem Untergang der Donaumonarchie schloss er sich der anarchistisch-kommunistisch-sozialistischen Bewegung an. Er veröffentlichte revolutionäre Dichtung und politische Essays in der von P. Ramus gegründeten Zeitschrift Erkenntnis und Befreiung.

### Lebensende in Berlin
Die finanzielle Not zwang ihn 1922 nach Berlin zu übersiedeln, allerdings ergab sich auf Grund der Weltwirtschaftskrise keine spürbare Besserung seiner finanziellen Verhältnisse. Bodanzky war Diabetiker und litt an einem Lungenleiden. Er starb eine Woche vor seiner geplanten Rückkehr nach Wien am 2. November 1923.

## Revolutionäre Dichtungen und politische Essays
Robert Bodanzkys Ehefrau Malvina „Malva“ Bodanzky (geb. Goldschmied; * 1877 Wien; † 1948 Rio de Janeiro) und sein anarchistischer Freund Pierre Ramus (Rudolf Grossmann) gaben den Band Revolutionäre Dichtungen und politische Essays heraus. Hier finden sich Bodanzkys Theaterstücke: Gottsucher, Buchbinder Schwalbe und Der vielfarbige Onkel wurden und ein Nachruf, in dem es heißt:
Was Shelley und Büchner für ihre Zeit waren, ist Robert Bodanzky der Freiheitsbewegung unserer Zeit gewesen, der er unter dem Namen Danton gedient hat. Glühende Freiheitsempfindung in hemmungsloser Ausströmung, einen durch keinerlei Kompromissinteresse der Kleinlichkeit zu beirrenden Scharfblick und ein unbedingtes Sichstellen auf die Seite der Rebellion gegen alle Herrschaftsknechtung – das finden wir gleicherweise in diesem Dreiklang von Dichternamen, in mehrfacher Beziehung eine Verbindungslinie zwischen der Vergangenheit und Gegenwart des Befreiungskampfes bildend.
Pierre Ramus (1882–1942), 1925

## Werke
- Mitislaw der Moderne, Glockenverlag, Wien, 1907, (Text: Fritz Grünbaum und Robert Bodanzky; Musik: Franz Lehár, Parodie auf Die lustige Witwe)
- Der Liebeswalzer, 1908 (mit Fritz Grünbaum)
- Libretto zu Der Graf von Luxemburg, 1909 (zusammen mit Alfred Maria Willner), Operette von Franz Lehár
- Libretto zu Endlich Allein, 1914 (zusammen mit Alfred Maria Willner), Operette von Franz Lehár
- Libretto zu Eva (zusammen mit Alfred Maria Willner), Operette von Franz Lehár
- Libretto zu Casimirs Himmelfahrt, 1911 (zusammen mit Alfred Maria Willner), Operette von Bruno Granichstaedten
- Libretto zu Auf Befehl der Kaiserin, 1915 (zusammen mit Leopold Jacobson), Operette von Bruno Granichstaedten
- Bodanzky, Robert, Revolutionäre Dichtungen und Politische Essays, Verlag Erkenntnis und Befreiung, 1925, Wien, Klosterneuburg